# Filippo da Sterpeto
Filippo da Sterpeto – wraz z Oddonem Scarito pierwszy kapitan regent San Marino. Scarito i da Sterpeto są pierwszymi poświadczonymi przez dokumenty kapitanami regentami San Marino. Ich nazwiska pojawiają się na dokumencie datowanym na 12 grudnia 1243, gdzie są nazywani konsulami.